# Biflación
Biflación (a veces mixflación) es un estado de la economía donde los procesos de la inflación y la deflación se producen simultáneamente. se introdujo el término por primera vez por el Dr. F. Osborne Brown, un analista financiero para el Grupo Fénix de Inversiones. Durante la Biflación, hay un aumento en el precio de los productos básicos/activos basado en las ganancias (inflación) y una caída simultánea en el precio de los activos basados en la deuda (deflación).
El precio de todos los activos se basan en la demanda de los mismos en comparación con el volumen de dinero en circulación para comprarlos.
Con la biflación por un lado, la economía está impulsada por una sobre-abundancia de dinero inyectado en la economía por los bancos centrales. Como la mayoría de los activos esenciales sobre la base de los productos básicos (alimentos, energía, prendas de vestir) siguen siendo en gran demanda, el precio por ellos se eleva debido al aumento del volumen de dinero que los persigue. El aumento de los costos de comprar estos activos esenciales es la rama de los precios inflacionarios de Biflación.
Con la biflación por el contrario, la economía se ve atenuado por el aumento del desempleo y la disminución del poder adquisitivo. Como resultado, una mayor cantidad de dinero se dirige hacia la compra de artículos de primera necesidad y en sentido opuesto a la compra de artículos no esenciales. Activos de la deuda basado en (viviendas, automóviles y otros activos basados en general de deuda) se vuelven menos esencial y cada vez se dividen en una menor demanda. Como resultado, los precios caen debido a la disminución del volumen de dinero que los persigue. La disminución de los costos de comprar de estos activos no-esenciales es el precio-deflacionario el brazo de biflación.